# HD 187923
HD 187923 är en ensam stjärna belägen i den norra delen av stjärnbilden Örnen. Den har en skenbar magnitud av ca 6,15 och är mycket svagt synlig för blotta ögat där ljusföroreningar ej förekommer. Baserat på parallax enligt Gaia Data Release 2 på ca 37,0 mas, beräknas den befinna sig på ett avstånd på ca 88 ljusår (ca 27 parsek) från solen. Den rör sig närmare solen med en heliocentrisk radialhastighet på ca -21 km/s. Den har en relativt stor egenrörelse och rör sig över himlavalvet med en beräknad vinkelhastighet av 0,480 bågsekunder per år.

## Egenskaper
HD 187923 är en gul till vit stjärna i huvudserien av spektralklass G0 V. Den har en massa som är ca 1,3 solmassor, en radie som är ca 1,5 solradier och har ca 2,1 gånger solens utstrålning av energi från dess fotosfär vid en effektiv temperatur av ca 5 800 K.
HD 187923 är en misstänkt variabel stjärna. Den har vissa likheter med solen och anses därför vara en soltvilling.